# Alcóntar
Alcóntar község Spanyolországban, Almería tartományban. Lakosainak száma 557 fő (2024).

## Földrajza
Alcóntar Caniles, Gérgal, Serón és Baza községekkel határos.

## Népesség
A település lakosságának változását az alábbi diagram mutatja:
| Lakosok száma | 656  | 650  | 617  | 603  | 605  | 578  | 572  | 505  | 542  | 557  |
|               | 2001 | 2004 | 2006 | 2009 | 2011 | 2014 | 2016 | 2019 | 2021 | 2024 |